# Dysdera meschetiensis
Dysdera meschetiensis är en spindelart som beskrevs av Tamara Mcheidze 1979. Dysdera meschetiensis ingår i släktet Dysdera och familjen ringögonspindlar. Inga underarter finns listade i Catalogue of Life.